# Willekensberg
De Willekensberg is een getuigenheuvel, bestaande uit Diestiaan (ijzerzandsteen) en een het gelijknamige natuurgebied, in de gemeente Lummen, gelegen in de Belgische provincie Limburg.
De heuvel kenmerkt zich door de aanwezigheid van holle wegen en biedt zicht op de valleien van de Demer en de Zwarte Beek. De top van de Willekensberg situeert zich op circa zestig meter boven de zeespiegel. Op dit hoogste punt van de gemeente Lummen bevindt zich de Kapel van de Beukeboom.
Het natuurgebied vormt met het aangrenzende natuurgebied Lummens Broek een natuurgebied van 550 hectare.

## Geschiedenis
Op oude kaarten van 1770 kan men de naam Willekensbosch al aantreffen. Hieruit kan men afleiden dat het reeds enige tijd een bosgebied was. Na de Tweede Wereldoorlog werd de heuvel beplant met naaldbomen ten behoeve van de productie van mijnhout. Later kwam het gebied in bezit van Natuurpunt en het wordt ontwikkeld tot het natuurgebied Willekensberg - Lummens Broek. Daartoe wordt het naaldbos geleidelijk tot loofbos omgevormd.
Nabij de Willekensberg vindt jaarlijks de internationale military en jumping van Lummen plaats.

## Fauna en Flora
In het natuurgebied staat een van de oudste nog levende bomen van Limburg, De duizendjarige Eik. In 1940 werd hij beschermd als monument.